# Seiça
Seiça es una freguesia portuguesa del concelho de Ourém, con 25,14 km² de superficie y 2.253 habitantes (2001). Su densidad de población es de 89,6 hab/km².